# Konsulat Generalny Rzeczypospolitej Polskiej w Mediolanie
Konsulat Generalny Rzeczypospolitej Polskiej w Mediolanie (wł. Consolato Generale della Repubblica di Polonia in Milano) – polska misja konsularna w Mediolanie w Republice Włoskiej.

## Struktura placówki
- Referat ds. Współpracy z Polonią, Prawnych i Ruchu Osobowego
- Referat ds. administracyjno-finansowych

## Kierownicy Konsulatu
- 1919–1923 – Tadeusz Marynowski, kons.
- 1923–1927 – Zdzisław Marski, kons.
- 1927–1930 – dr Otton Sas-Hubicki, kons. gen.
- 1930–1932 – dr Józef Gorzechowski, kons. gen.
- 1932–1936 – Witold Kolankowski, kons. gen.
- 1936–1936 – Emil Sroka, wicekons.
- 1937–1939 – Antoni Żmigrodzki, kons. gen.[1]
- Włodzimierz Leszczyński[2]
- do 1993 – Lucjan Polak
- 1993–1999 – Gerard Pokruszyński
- 2000–2004 – Maria Olszańska
- 2004–2008 – Adam Szymczyk
- 2008–2012 – Krzysztof Strzałka
- 2012–2016 – Jerzy Adamczyk
- 2017–2022 – Adrianna Siennicka
- 2022–2024 – Anna Golec-Mastroianni
- od 2024 – Agnieszka Gloria Kamińska

## Okręg konsularny
Okręg konsularny Konsulatu Generalnego RP w Mediolanie obejmuje regiony:
- Friuli-Wenecja Julijska
- Wenecja Euganejska
- Emilia-Romania
- Trydent-Górna Adyga
- Lombardia
- Liguria
- Piemont
- Dolina Aosty

Pozostała część Włoch jest obsługiwana przez Wydział Konsularny Ambasady RP w Rzymie.